# João Salaviza
João Salaviza (Lisboa, 19 de fevereiro de 1984) é um realizador de cinema português.

## Biografia
Estudou realização na Escola Superior de Teatro e Cinema do Instituto Politécnico de Lisboa.
É casado com a também realizadora Renée Nader Messora, de quem tem uma filha.

## Filmografia

### Longas-metragens
- 2015 - Montanha (Completada)[2]
- 2018 - Chuva é cantoria na aldeia dos mortos, com Renée Nader Messora

### Curtas-metragens
- 2004 - Duas Pessoas
- 2008 - Cães de Caça
- 2009 - Arena
- 2010 - Hotel Müller
- 2011 - Casa na Comporta
- 2011 - Strokkur
- 2012 - Rafa
- 2012 - Cerro Negro
- 2018 - Russa

## Prémios
Duas Pessoas
Em 2005 ganhou o Grande Prémio Take One no Festival de Vila do Conde e o Prémio de Melhor Realização no Festival de Curtas-Metragens de Oeiras. Em 2006 ganhou o Prémio de Melhor Ficção no Hyperion de Budapeste.
Arena
A 24 de maio de 2009 o seu filme Arena ganhou a Palma de Ouro para curta metragem do Festival de Cannes na edição de 2009 do festival, sendo o primeiro filme português a conseguir tal distinção.
Rafa
A 18 de fevereiro de 2012 o seu filme Rafa venceu o Urso de Ouro para a melhor curta metragem do Festival de Berlim.
Chuva é cantoria na aldeia dos mortos
Venceu o Prémio especial do júri da secção «Un Certain Regard» do Festival de Cannes e o prémio de melhor obra de ficção do Festival de Cinema de Lima, no Peru.